# Sandra Hüller
Sandra Hüller (Suhl, 30 aprile 1978) è un'attrice tedesca.
Nel 2023 ha ricevuto il plauso della critica per la sua interpretazione nel film Palma d'oro al Festival di Cannes Anatomia di una caduta, per il quale ha ottenuto la sua prima candidatura al Golden Globe, al Critics Choice Award, al Premio BAFTA e al Premio Oscar come miglior attrice protagonista. Ha ricevuto una seconda candidatura al Premio BAFTA come miglior attrice non protagonista per La zona d'interesse. 
È inoltre vincitrice di un Orso d'argento per la migliore attrice al Festival di Berlino e di due European Film Awards come migliore attrice.

## Biografia
Figlia di una coppia di insegnanti di Oberhof, è cresciuta a Friedrichroda, un piccolo paese della Turingia, durante la Repubblica Democratica Tedesca. Huller ha descritto la sua infanzia come "semplice e serena", senza telefono né automobile: «Avevamo un tipo di latte, un tipo di burro, un tipo di pane. Andavi a fare la spesa solo per comprare le cose di cui avevi davvero bisogno, non esisteva il concetto di shopping. C'era più spazio per il tempo libero, per la noia, per creare cose dal nulla. [...] Mi dicevano che da grande avrei sicuramente avuto un lavoro, che "nessuno dovrà mai morire di fame o vivere per strada". Non c'erano problemi di droga. Forse non era la verità, ma, da bambina, senza sapere nulla del sistema politico, mi sono sempre sentita al sicuro».
All'età di 17 anni si è trasferita a Berlino per studiare recitazione, diplomandosi all'Accademia d'arte drammatica "Ernst Busch" nel 2000. Ha mosso i suoi primi passi a teatro, recitando in compagnie regionali come il Theaterhaus Jena e, per un anno, lo Schauspiel Leipzig. Nel 2002 è entrata a far parte dell'ensemble del Theater Basel in Svizzera, dove ha recitato fino al 2006: ha esordito interpretando Giulietta in Romeo e Giulietta all'età di 23 anni. Il suo primo ruolo al cinema è stato quello dell'indemoniata Anneliese Michel in Requiem (2006), che le è valso il premio per la migliore attrice al Festival di Berlino. In seguito ha continuato a recitare prevalentemente a teatro. Nel 2016 è stata protagonista nel film Vi presento Toni Erdmann, candidato tedesco all'Oscar al miglior film straniero.
Nel 2023 si è fatta notare a livello internazionale con due ruoli: quello di una scrittrice accusata dell'omicidio di suo marito nel film giudiziario vincitore della Palma d'oro al Festival di Cannes Anatomia di una caduta, nel quale ha recitato principalmente in francese e inglese, e quello di Hedwig Hensel, moglie del comandante del campo di concentramento di Auschwitz Rudolf Höß, nel film di Jonathan Glazer La zona d'interesse, in cui ha recitato nella sua lingua madre. Ha ricevuto diversi riconoscimenti per entrambi i ruoli, tra cui una candidatura ai Critics' Choice Award e al Golden Globe per la migliore attrice in un film drammatico per Anatomia di una caduta.

## Filmografia

### Cinema
- Requiem, regia di Hans-Christian Schmid (2006)
- Una donna a Berlino (Anonyma - Eine Frau in Berlin), regia di Max Färberböck (2008)
- Die Unvollendete, episodio di Deutschland 09, regia di Nicolette Krebitz (2009)
- Brownian movement, regia di Nanouk Leopold (2010)
- Amour fou, regia di Jessica Hausner (2014)
- Vi presento Toni Erdmann (Toni Erdmann), regia di Maren Ade (2016)
- Fuck you, prof! 3 (Fack ju Göhte 3), regia di Bora Dağtekin (2017)
- Un valzer tra gli scaffali (In den Gängen), regia di Thomas Stuber (2018)
- Sibyl - Labirinti di donna (Sybil), regia di Justine Triet (2019)
- Proxima, regia di Alice Winocour (2019)
- I'm Your Man (Ich bin dein Mensch), regia di Maria Schrader (2021)
- Monaco - Sull'orlo della guerra (Munich – The Edge of War), regia di Christian Schwochow (2021)
- Anatomia di una caduta (Anatomie d'une chute), regia di Justine Triet (2023)
- La zona d'interesse (The Zone of Interest), regia di Jonathan Glazer (2023)
- Io & Sissi (Sisi & Ich), regia di Frauke Finsterwalder (2023)
- L'ultima missione: Project Hail Mary (Project Hail Mary), regia di Phil Lord e Christopher Miller  (2026)

### Televisione
- Il commissario Schumann (Der Kriminalist) – serie TV, episodio 6x04 (2011)
- Pinocchio – miniserie TV, 2 puntate (2013)
- Polizeiruf 110 – serie TV, episodio 43x04 (2014)

## Riconoscimenti
- Premi Oscar
  - 2024 – Candidatura alla miglior attrice per Anatomia di una caduta
- Golden Globe
  - 2024 – Candidatura alla miglior attrice in un film drammatico per Anatomia di una caduta
- BAFTA
  - 2024 – Candidatura alla miglior attrice protagonista per Anatomia di una caduta
  - 2024 – Candidatura alla migliore attrice non protagonista per La zona d'interesse[6]
- Festival di Berlino
  - 2006 – Orso d'argento per la migliore attrice per Requiem
- Critics' Choice Awards
  - 2024 – Candidatura alla miglior attrice per Anatomia di una caduta
- European Film Awards
  - 2006 – Candidatura alla miglior attrice per Requiem
  - 2016 – Miglior attrice per Vi presento Toni Erdmann
  - 2023 – Miglior attrice per Anatomia di una caduta
  - 2023 – Candidatura alla miglior attrice non protagonista per La zona di interesse
- Boston Society of Film Critics Awards
  - 2023 – Candidatura alla miglior attrice per Anatomia di una caduta
- Chicago Film Critics Association Awards
  - 2023 – Candidatura alla miglior attrice per Anatomia di una caduta
  - 2023 – Candidatura alla miglior attrice non protagonista per La zona di interessa
- National Society of Film Critics Awards
  - 2017 – Candidatura alla miglior attrice per Vi presento Toni Erdmann
- Bayerischer Filmpreis
  - 2006 – Miglior attrice esordiente per Requiem
  - 2017 – Miglior attrice per Vi presento Toni Erdmann
- Deutscher Filmpreis
  - 2006 – Miglior attrice protagonista per Requiem
  - 2012 – Candidatura alla miglior attrice protagonista per Über uns das All
  - 2014 – Miglior attrice non protagonista per Finsterworld
  - 2017 – Miglior attrice protagonista per Vi presento Toni Erdmann
  - 2018 – Candidatura alla miglior attrice non protagonista per Un valzer tra gli scaffali
  - 2022 – Candidatura alla miglior attrice non protagonista per Das Schwarze Quadrat
  - 2023 – Candidatura alla miglior attrice non protagonista per Io & Sissi
- Festival internazionale del cinema di Mar del Plata
  - 2007 – Astor d'argento alla miglior attrice per Madonnen
- Satellite Award
  - 2024 - Candidatura alla migliore attrice in un film drammatico per Anatomia di una caduta
- Festival del Cinema di Sitges
  - 2006 – Miglior attrice per Requiem
- Tallinn Black Nights Film Festival
  - 2006 – Premio della giuria per la miglior attrice per Requiem
- London Critics Circle Film Awards
  - 2017 – Candidatura per l'attrice dell'anno per Vi presento Toni Erdmann
- SESC Film Festival
  - 2018 – Premio della critica per la miglior attrice straniera per Vi presento Toni Erdmann
- Premio Lumière
  - 2024 - Migliore attrice per Anatomia di una caduta

## Doppiatrici italiane
Nelle versioni in italiano dei suoi film, Sandra Hüller è stata doppiata da:
- Francesca Fiorentini in Vi presento Toni Erdmann, Un valzer tra gli scaffali
- Alessandra Cerruti in I'm Your Man, Proxima
- Connie Bismuto in Requiem
- Olivia Manescalchi in Sibyl - Labirinti di donna
- Emanuela Damasio in Monaco - Sull'orlo della guerra
- Roberta Fossile in Anatomia di una caduta
- Chiara Colizzi ne La zona d'interesse
- Benedetta Ponticelli in Io & Sissi